# Dendrobium speckmaieri
Dendrobium speckmaieri är en orkidéart som beskrevs av Hans Fessel och Emil Lückel. Dendrobium speckmaieri ingår i släktet Dendrobium, och familjen orkidéer.
Artens utbredningsområde är Sulawesi. Inga underarter finns listade i Catalogue of Life.